# August Stummer
August Wilhelm Stummer (31. října 1827 Brno – 26. dubna 1909 Tovarníky) byl rakouský a český podnikatel a politik německé národnosti, v 2. polovině 19. století poslanec Říšské rady.

## Biografie
Profesí byl podnikatelem v cukrovarnickém průmyslu. Společně s bratry Karlem a Alexandrem zakládal roku 1865 cukrovar v Hodoníně, roku 1870 v Doudlebech nad Orlicí, později i cukrovary dále ve Velkých Topolčanech v Horních Uhrách a v dolnouherském Mezőhegyes. Provozovali cukrovar v Oslavanech (Oslawaner Zuckerfabrik Karl Stummer) a byl nájemcem zdejšího velkostatku. V 80. letech 19. století pracovalo ve firmách bratrů Stummerových okolo 3000 lidí. Byl aktivní v profesních spolcích a organizacích. Působil jako prezident Pečeker Zuckerraffinerei-Gesellschaft v Pečkách a Chropiner Zuckerfabricks-Aktiengesellschaft v Chropyni, členem správních rad různých podniků a České západní dráhy. Byl viceprezidentem a od roku 1892 prezidentem Centrálního spolku pro cukrovarnický průmysl v Rakousku-Uhersku. Byl povýšen do šlechtického stavu v Uhersku (von Tavarnok). Roku 1884 byl povýšen v Rakousku na barona, v roce 1887 i v Uhersku. Roku 1883 získal Řád železné koruny.
Po obnovení ústavního systému vlády se zapojil i do politické činnosti. V zemských volbách v roce 1861 byl zvolen za poslance Moravského zemského sněmu za městskou kurii, obvod Krumlov, Ivančice, Mor. Budějovice atd. Zemský sněm ho delegoval i do Říšské rady (tehdy ještě volené nepřímo) za kurii městskou. K roku 1861 se uvádí jako majitel továrny, bytem v Oslavanech.